# Leichtathletik-Weltmeisterschaften 2019/Teilnehmer (Barbados)
| Gelbes Symbol für Goldmedaillen mit stilisierten Olympischen Ringen | Graues Symbol für Silbermedaillen mit stilisierten Olympischen Ringen | Braundes Symbol für Bronzemedaillen mit stilisierten Olympischen Ringen |
| ------------------------------------------------------------------- | --------------------------------------------------------------------- | ----------------------------------------------------------------------- |
| —                                                                   | —                                                                     | —                                                                       |

Der Leichtathletikverband von Barbados nahm an den Leichtathletik-Weltmeisterschaften 2019 in Doha teilnehmen. Vier Athletinnen und Athleten wurden vom barbadischen Verband nominiert.

## Ergebnisse

### Frauen

#### Laufdisziplinen
| Athlet          | Disziplin    | Vorlauf | Vorlauf | Halbfinale | Halbfinale | Finale | Finale |
| Athlet          | Disziplin    | Zeit    | Platz   | Zeit       | Platz      | Zeit   | Platz  |
| --------------- | ------------ | ------- | ------- | ---------- | ---------- | ------ | ------ |
| Sada Williams   | 400 m        | 52,14 s | 28      | 51,31 s PB | 10         | DNQ    | DNQ    |
| Tia-Adana Belle | 400 m Hürden | 57,37 s | 33      | DNQ        | DNQ        | –      | –      |

### Männer

#### Laufdisziplinen
| Athlet           | Disziplin    | Vorlauf | Vorlauf | Halbfinale | Halbfinale | Finale  | Finale |
| Athlet           | Disziplin    | Zeit    | Platz   | Zeit       | Platz      | Zeit    | Platz  |
| ---------------- | ------------ | ------- | ------- | ---------- | ---------- | ------- | ------ |
| Mario Burke      | 100 m        | 10,31 s | 31      | DNQ        | DNQ        | –       | –      |
| Shane Brathwaite | 110 m Hürden | 13,51 s | 17      | 14,29 s    | 23         | 13,61 s | 6      |